# 城谷光俊
城谷 光俊（しろや みつとし、1960年3月23日 - ）は、日本の俳優。大阪府出身。

## 来歴
幼少時に見ていた『キイハンター』の千葉真一に憧れ、JACへ電話するも募集終了済みで断られたために雑誌で目にした東映アクションへ入り、1年半後には同期の者から橋本春彦を紹介され、橋本の起こしたチームへ移籍する。その後、しばらくしてフリーランスとなって1年後に岡田勝から声をかけられ、大野剣友会へ所属する。
大野剣友会では『特捜最前線』で荒木しげるの演じる津上明の学生時代の友人役を経て、『仮面ライダー (スカイライダー)』第17話のアリコマンド（ネオショッカー戦闘員）のスーツアクターを担当したが、高校生時に見ていた『アクマイザー3』などで顔を隠して演技することを馬鹿にしていたことを悔い改めるほど、主役のスカイライダーのスーツアクターを担当した中屋敷鉄也の演技を見て考え方が変わったという。また、第37話では客演の一文字隼人（佐々木剛）を無銭飲食で逮捕しようとする警察官役として、上田弘司と共に顔出し出演も果たしている。その後、『10号誕生!仮面ライダー全員集合!!』で主役の仮面ライダーZXのスーツアクターを担当することとなるが、それに先んじて橋本のもとで活動していた当時の『アンドロメロス』で中屋敷の代理を担当した際に岡田からさんざん悪態を吐かれていたため、ZXのスーツアクターを指名されたことには困惑したという。また、結婚パーティー中に行われたこの指名は、何かの役と思っていたところに「いや、おまえがライダーに入るんだよ」と言われて冗談かと思ったために自信の無さから断ろうとしたが、「中屋敷が『スーパー1になら入るけど、もう新しいライダーはやらない』って言うんだ。城谷、お前がやるしかない。いいから、大丈夫だから」と岡田から励まされた。こうして入った撮影では、前が見えないためにアクションには不向きなスーツの不備にも悩まされたが、主役を演じる名誉を感じた一方で必死な演技ゆえの後悔も感じ、最終的には中屋敷の足もとにも及ばなかったと思ったものの、『仮面ライダーZX』のレギュラー放送が決まっていれば、自分なりに反省した部分を次の機会に活かすべく、喜んでZXを担当していたという。なお、撮影中には祖父の危篤に見舞われ、スケジュールのひっ迫から死に目に会えなかったが、皆の厚意で葬儀だけには参加でき、それからまもなく現場へ戻ってタイガーロイド（ZXのライバル）との絡みを撮影したという。
その後、剣武会への移籍を経て2016年現在は再びフリーランスとなった模様（剣武会公式サイトに城谷の名が存在するのは2015年までで、それ以降は削除されているため）。

## 出演

### テレビドラマ
- 特捜最前線
- スケバン刑事シリーズ
- 少女コマンドーIZUMI
- バツイチ刑事
- 検察官キソガワ
- 夜の終る時
- 山岳刑事道原伝吉
- 税務調査官・窓際太郎の事件簿第10作「離婚の京都造り酒屋の社長が自殺? 芸者と黒い手帳に隠された不正の罠」（2003年5月19日）
- 織田信長 天下を取ったバカ（家臣）

### 特撮
- アンドロメロス（アンドロマルス）
- ウルトラマン物語（ウルトラマンタロウ）
- 10号誕生!仮面ライダー全員集合!!（仮面ライダーZX）[9]
- 五星戦隊ダイレンジャー（豆腐仙人、大道芸人）
- トミカヒーロー レスキューファイアー（三幹部ウカエン[10]、ハイパーレスキュー名古屋指揮官）
- 魔弾戦記リュウケンドー（月蝕仮面ジャークムーンの声 / メカニムーン）
- もりもりぼっくん（洗面モモコ、学習修）
- 有言実行三姉妹シュシュトリアン（妖怪ヘリクツ、普通戦隊サラリーマン、Jリーグ選手、初代ウルトラマン）

### 映画
- 椿三十郎
- 丹下左膳

### 舞台
- 藤田まこと公演